# Заліщицька учительська семінарія
Заліщицька учительська семінарія — колишній державний навчальний заклад у м. Заліщики, де підготовляли учителів для початкових шкіл. Розпочала роботу 1 вересня 1899 року. 
Протягом певного часу діяла в будинку, в якому нині розташований готель «Старі Заліщики» (вул. Маковея, 2).

## Відомості
1907 року Галицький сейм поділив семінарії на два типи залежно від майбутнього місця праці випускника. Навчання тривало чотири роки, діяли підготовчі класи.

## Відомі люди

### Викладачі
- Осип Маковей — директор закладу, український поет, прозаїк, публіцист, критик, літературознавець, перекладач, редактор багатьох періодичних видань, педагог, громадсько-політичний діяч.
- Тадей Залеський
- о.  Й. Раковський
- Йосиф Шварц[4]

### Учні
- Гайворонський Михайло Орест[5]
- Ґуляк Юліан — діяч ОУН, керівник організаційної референтури Крайового Проводу ОУН Західних Українських Земель (1941—1944).[6]